# Dianthus serbicus
Dianthus serbicus là loài thực vật có hoa thuộc họ Cẩm chướng. Loài này được (Wettst.) Hayek mô tả khoa học đầu tiên năm 1918.